# Talerkürbis

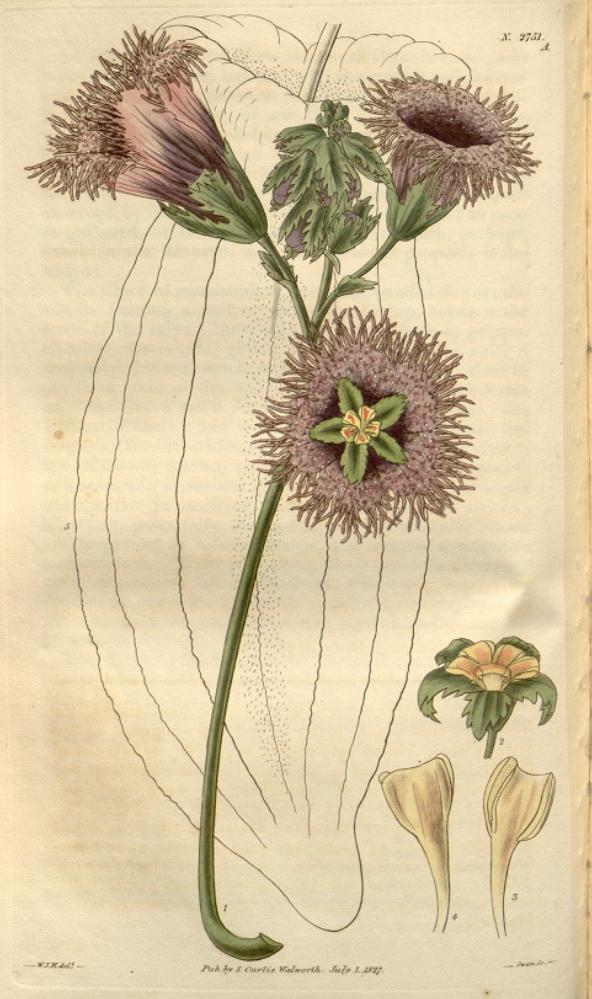
Männliche Pflanze, Illustration

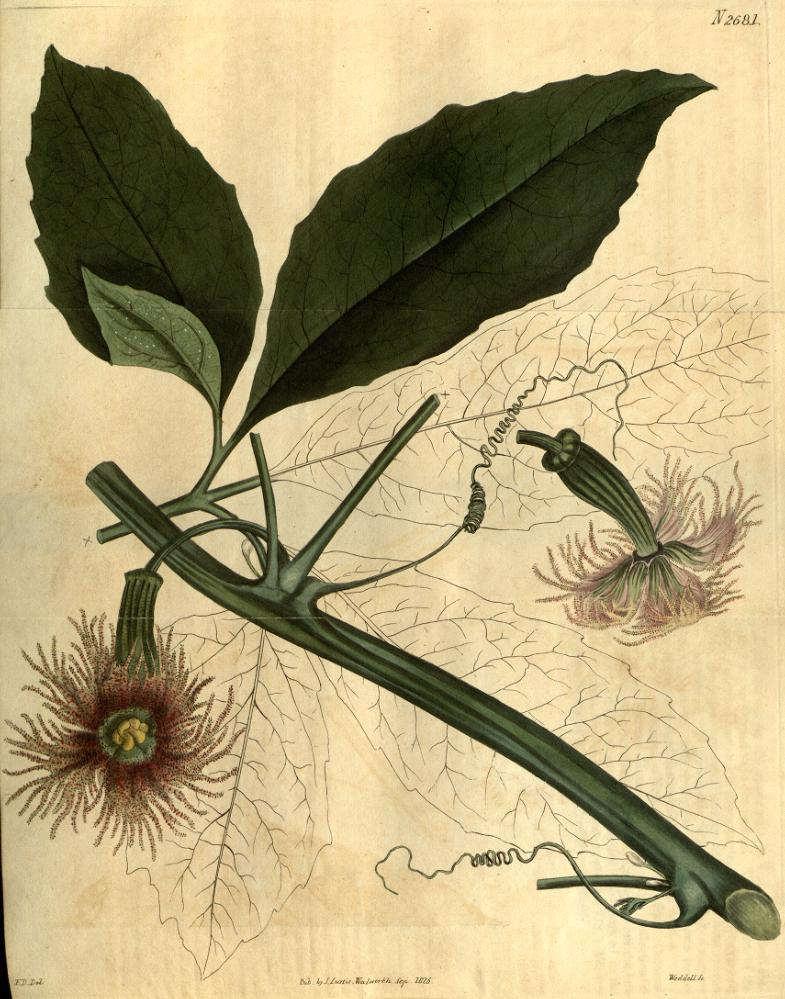
Weibliche Pflanze, Illustration

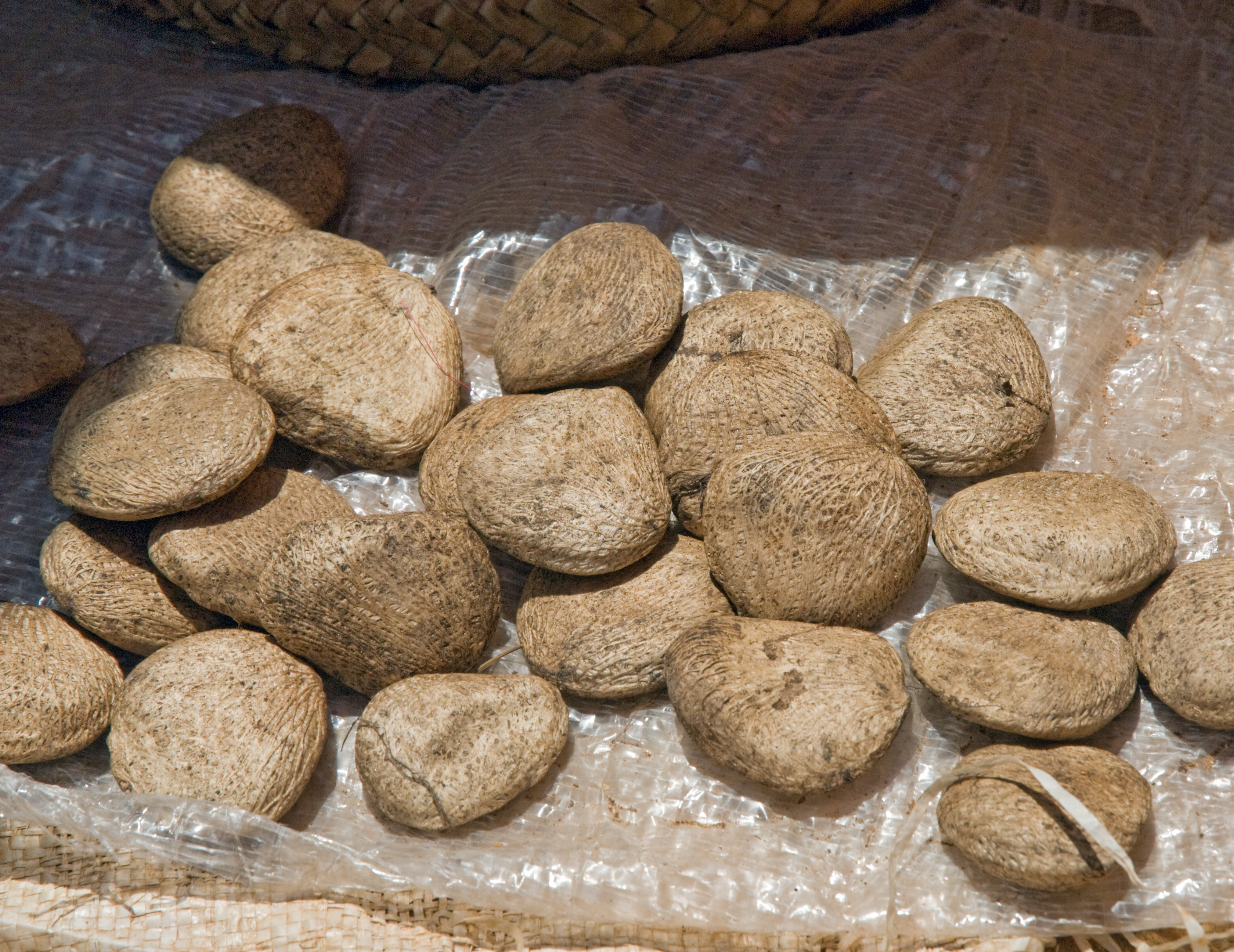
Samen

Der Talerkürbis (Telfairia pedata) ist eine Nutzpflanze aus dem tropischen Ostafrika und ist eine Art aus der Familie der Kürbisgewächse (Cucurbitaceae). Genutzt werden vor allem die ölreichen Samen.

## Beschreibung

### Vegetative Merkmale
Der Talerkürbis ist eine bis 30 Meter lange, ausdauernde Liane. Die jungen, rippigen Sprossachsen sind krautig, und kahl, sie verholzen später leicht, werden bis 10 Zentimeter dick und bilden eine dünne, bleiche, papierartige Borke. Die kahlen Ranken sind zweiteilig, wobei ein Rankenteil länger ist.
Die spiralig angeordneten, fußförmigen Laubblätter sind gestielt und fünf- bis siebenfach gefiedert. Das mittlere, größte Fiederblättchen ist (5,5 bis 14) × (2 bis 7,5) Zentimeter groß. Die Form dieses Blättchens ist eiförmig bis elliptisch, lanzettlich oder verkehrt-eiförmig. Seine Blattspitze ist länger oder kürzer bespitzt bis spitz, der Blattrand ist ganz bis, besonders im oberen Bereich, entfernt und teils buchtig gezähnt oder geschweift. Die anderen Blättchen sind ähnlich, die äußeren kleiner und teilweise an der Basis gelappt. Die Blättchen sind annähernd kahl und fiederförmig genervt. Die Stiele der Blättchen sind 1 bis 6,5 Zentimeter lang, die Blattstiele 2,5 bis 10 Zentimeter. Sie sind kahl oder kurz behaart. Die Nebenblätter fehlen.
Es sind bis 20 Millimeter lange (Probrakteen, Probracts) vorhanden, sie sind unten stielartig und oben spatel- und kapuzenförmig.

### Generative Merkmale
Telfaira pedata ist zweihäusig diözisch. Die eingeschlechtlichen und gestielten, glockenförmigen Blüten sind fünfzählig mit doppelter Blütenhülle. Die Blüten sind weiß-pupurfarben.
Die männlichen Blüten stehen in 6 bis 23,5 Zentimeter langen, lockeren Trauben. Die Brakteen der Blüten sind vier bis zehn Millimeter lang, breit-eiförmig, gezähnt und behaart. Der Blütenbecher ist rund 0,5 Zentimeter lang, glockenförmig und außen dicht kurz behaart. Die dreieckigen, am Rand gröber gesägten Kelchzipfel sind 12 bis 18 Millimeter lang und spitz bis zugespitzt. Die verkehrt-eiförmigen Kronblätter sind 2 bis 3,5 Zentimeter lang, geadert und lang gefranst, sowie innen an der Basis grün bis dunkelpurpur und außen haarig sowie innen papillös. Es sind 3 oder 5 kürzere Staubblätter am oberen Rand des Blütenbechers vorhanden. Bei 5 sind 4 paarig verwachsen, sind diese 4 komplett verwachsen dann sind nur noch 3 Staubblätter vorhanden. Der Blütenstiel ist 0,5 bis 5 Zentimeter lang.
Die weiblichen Blüten stehen einzeln an 6,5 bis 14 Zentimeter langen Blütenstielen und sind etwas größer als die männlichen Blüten. Die Kelchblätter sind zu kleinen Zähnen reduziert. Der lange, rippige und dreikammerige Fruchtknoten mit etwas erweiterter, wulstig-lappiger Basis, einem Kragen, ist unterständig und unterhalb des kurzen Blütenbechers. Der kurze Griffel ist dreikantig und die Narbe ist dreilappig mit herzförmigen Lappen.
Die große Frucht, eine Beere (Panzerbeere, Scheinfrucht) ist 30 bis 90 Zentimeter lang und 15 bis 25 Zentimeter breit. Sie ist grün, mehr oder weniger abgerundet bespitzt und ellipsoid mit einer stumpfen, kragenförmigen Basis. Sie besitzt 10–12 abgerundete, breite Rippen und kann bis 13–15 kg schwer werden. Zur Reife reißt die Frucht an der Spitze klappig auf und entlässt die Samen.
Die bis zu 150–200 Samen sind (3,3 bis 3,5) × (3,2 bis 4,0) × (1,0 bis 1,3) Zentimeter groß, also etwas flachgedrückt. Eine netzartige, hellbraune und poröse Endokarp-Schicht hüllt die Samen ein und verdeckt die braune, relativ glatte Samenschale. Aufgrund der Ähnlichkeit mit einer Auster trägt die Art auch den englischen Trivialnamen Oyster nut (Austernnuss). Die Samen haben bis zu 25 % Protein und 55 bis 60 % Fett.
Die Chromosomenzahl beträgt 2n = 22.

## Verbreitung und Standorte
Die Art kommt in Tansania, Sambia und möglicherweise im Norden von Mosambik natürlich vor und wächst in küstennahen Regenwäldern und Flusswäldern bis in 1100 m Seehöhe. Sie wird in West- und Zentralafrika sowie in Madagaskar häufig kultiviert und verwildert in diesen Gebieten auch.
Sie gedeiht am besten an schattigen Standorten. Sie ist relativ trockentolerant und kann bis in 2000 Meter Höhe angebaut werden.

## Nutzung und Anbau
Die Sprossspitzen und Blätter werden gekocht als Gemüse verspeist. Die Hauptnutzung sind jedoch die Samen. Die bittere Schale muss vor der Weiterverarbeitung entfernt werden. Die Samen werden roh gegessen, geröstet, eingelegt, in Suppen verwendet oder zu Süßigkeiten verarbeitet.
Die ölreichen Samen sind in Ostafrika traditioneller Nahrungsbestandteil für stillende Mütter. Die Keimblätter werden in Backwaren, Schokolade und Snacks verarbeitet. Fermentiertes Mehl aus den Keimblättern wird in Würzen, Marmeladen und Säuglingsnahrung verwendet.
Aus den Samen wird ein Speiseöl gewonnen.
In Gebieten mit Kaffeeplantagen wird sie als Teil der Agroforstwirtschaft angebaut. Auch Kleinbauern bauen den Talerkürbis an und erwirtschaften sich durch den Verkauf der Samen ein Nebeneinkommen.